# Ilex macfadyenii
Ilex macfadyenii là một loài thực vật có hoa trong họ Aquifoliaceae. Loài này được (Walp.) Rehder mô tả khoa học đầu tiên năm 1922.